# Lyme Regis
Lyme Regis is een civil parish in het bestuurlijke gebied West Dorset, in het Engelse graafschap Dorset. De plaats telt 3.671 inwoners.

## Geschiedenis
Tijdens de Monmouth-opstand van 1685 ging de rebellenleider James Scott, Hertog van Monmouth, bij Lyme Regis aan wal. De opstand werd neergeslagen; Scott werd veroordeeld voor hoogverraad en onthoofd.

## Geografie
- Jurassic Coast

## Bezienswaardigheden
- Lyme Regis Museum
- Dinosaurland Fossil Museum
- Het kunstwerk van een origami kraanvogel van Banksy in Coombe street bij de rivier de Lym

## Bekende inwoners van Lyme Regis

### Geboren
- Mary Anning (1799-1847), fossielenverzamelaarster en paleontologe
- John Gould (1804-1881), natuuronderzoeker

### Overleden
- John Fowles (1926-2005), romanschrijver en essayist

### Woonachtig (geweest)
- Ian Gillan (1945), zanger van Deep Purple

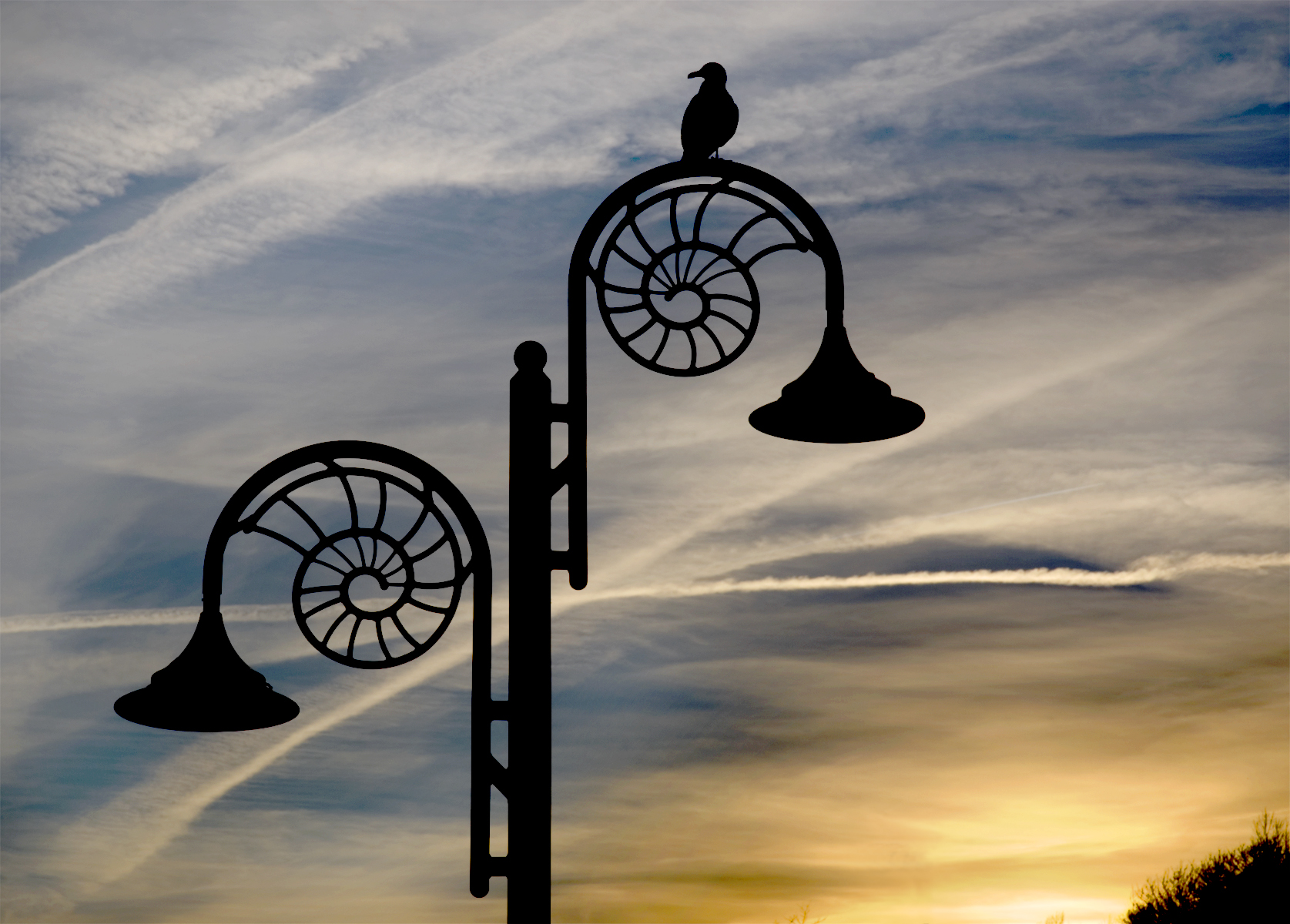
De versiering van de lantarenpaal in de vorm van een ammoniet verwijst naar de fossielen die daar aan de Jurassic Coast, een werelderfgoedmonument, veel gevonden worden.